# Dioctria meridionalis
Dioctria meridionalis là một loài ruồi trong họ Asilidae. Dioctria meridionalis được Bezzi miêu tả năm 1898. Loài này phân bố ở vùng Cổ Bắc giới.